# Carlos Andrade (político)
Carlos Andrade  (Boa Vista, 26 de setembro de 1964) é um político brasileiro, do estado de Roraima. Casado com Izabel Barros da Silva e pai de Thiago Andrade Silva. É membro da Assembleia de Deus desde 1982.

## Biografia
Filho de Francisco de Paula Andrade Silva e Valdiza Félix da Silva, Carlos Andrade é eletricista e administrador pela Universidade Federal de Roraimaem Boa Vista (1992-1997) e tem MBA Executivo Internacional pela AMANA-KEY, de São Paulo (2006). Na Boa Vista Energia S/A, de Boa Vista, foi Diretor Administrativo (2000-2003), Diretor Presidente (2003-2005) e Diretor Financeiro (2005-2008). Também foi membro do Conselho de Administração da Boa Vista Energia (2003-2005) e do Conselho Curador da Fundação Coge, do Rio de Janeiro (2005-2008).
Foi eleito deputado federal em 2014, para a 55.ª legislatura (2015-2019), pelo PHS. Votou a favor do Processo de impeachment de Dilma Rousseff. Já durante o Governo Michel Temer, votou a favor da PEC do Teto dos Gastos Públicos. Em abril de 2017 foi contrário à Reforma Trabalhista. Em agosto de 2017 votou a favor do processo em que se pedia abertura de investigação do então presidente Michel Temer.
Nas eleições de 2018, não foi reeleito.